# Shiml

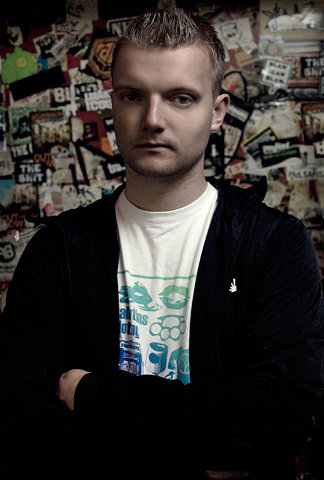
Shiml (2010)

Shiml (* 5. November 1984 in Bremen; bürgerlich Jan Viohl) ist ein deutscher Rapper und Produzent, der seine Karriere beim Label Selfmade Records begann.

## Biografie
Viohl, der aus dem Bremer Stadtteil Vahr stammt, erhielt im Alter von vierzehn Jahren ein Mikrofon und einen Sampler von seinen Eltern. Er begann daraufhin unter dem Pseudonym Shiml eigene Hip-Hop-Stücke aufzunehmen. Zu Beginn seiner musikalischen Laufbahn im Jahr 1999 gehörte der Rapper gemeinsam mit Moe Zech der Formation Team Bremen Ost an, mit der er vor allem Stücke, die der Stilrichtung des Battle-Raps zuzuordnen sind, aufnahm. Bereits nach kurzer Zeit entschied sich Viohl alleine weiter Musik aufzunehmen. Da er keine Kontakte zu Hip-Hop-Produzenten hatte, begann Shiml selbst Musik zu produzieren, über die er seine Texte rappte. Auch die anschließende Abmischung der Titel übernahm der Bremer selbst. Viohl, der angibt kein Anhänger von Rap-Musik zu sein, nennt als Grund für die Entscheidung selber Hip-Hop-Titel zu produzieren: „Der Reiz lag in erster Linie darin, Aggressionen, Frust oder andere Gefühle auf eine ganz andere, neue Art und Weise zu verpacken.“
Die erste Veröffentlichung Shimls ist Im Mittelpunkt der Erde, das kostenlos im Internet angeboten wurde. Innerhalb einer Woche soll das Album laut Aussage des Rappers 50.000 Mal heruntergeladen worden sein. Im Jahr 2005 veröffentlichte Shiml zusammen mit MontanaMax das Album Nach uns der Rest, das von Mix Chris produziert worden war. Des Weiteren erschien im selben Jahr das Best-Of-Album von Team Bremen Ost, auf welchem exklusive Beiträge Shimls vertreten sind. MontanaMax verschickte Kopien des Albums Nach uns der Rest an verschiedene Labels, sodass Slick One, der Gründer des Independent-Labels Selfmade Records, Lieder Shimls zu hören bekam. Slick One traf sich schließlich mit dem Bremer und offerierte ihm ein Vertragsangebot. Ende 2005 hatte er bei Selfmade Records seinen ersten Plattenvertrag.

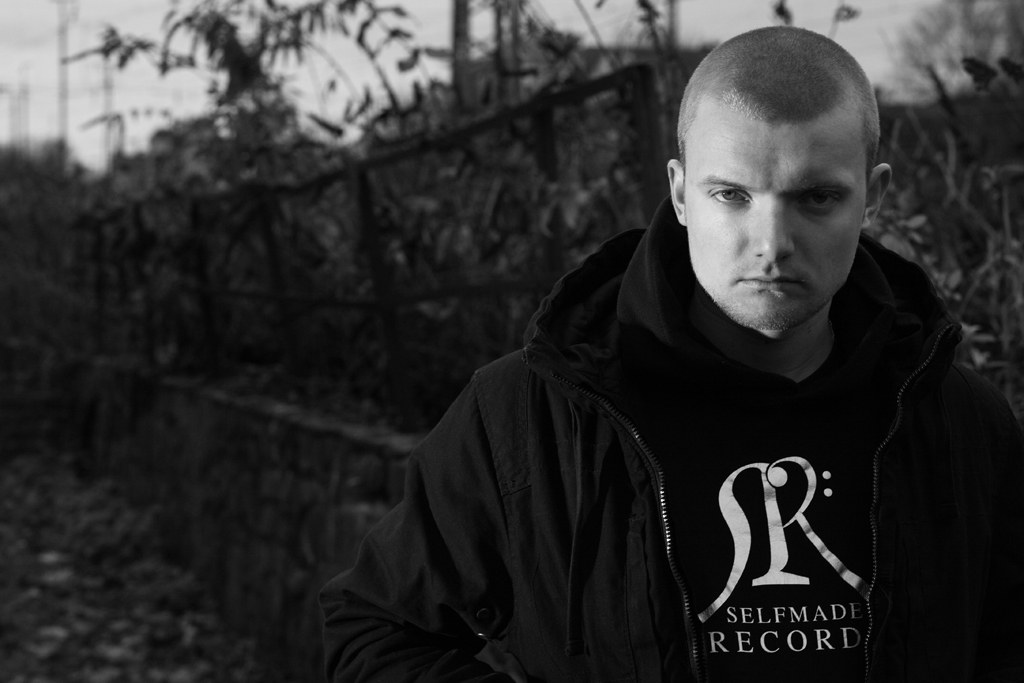
Shiml im Jahr 2009

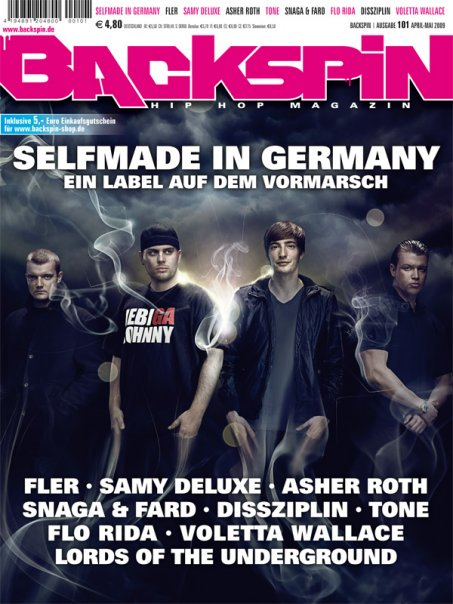
Shiml mit Favorite, Casper und Kollegah auf dem Backspin-Cover

Nachdem Shiml seinen Zivildienst abgeleistet hatte, wurde am 24. Februar 2006 sein erstes Soloalbum Hinterm Horizont veröffentlicht. Zahlreiche Titel des Albums waren bereits vor der Vertragsunterzeichnung entstanden. Der Rapper entschied sich daher vor Veröffentlichung von Hinterm Horizont die Stücke zu überarbeiten, sodass unter anderem Musik der Produzenten Mix Chris, Rizbo und Flipstar dem Album hinzugefügt wurden. MontanaMax, Pxxpmatz, Flipstar und Slick One haben Gastbeiträge auf Shimls Debütalbum. Im Folgenden erschienen Beiträge Shimls auf Alben anderer Rapper, sodass er auf Boss der Bosse von Kollegah und Einzelkind von MontanaMax zu hören ist. Außerdem absolvierte er in einem Zeitraum von einem halben Jahr etwa zwei Konzertauftritte pro Woche. Nach der Veröffentlichung seines Debütalbums begann Jan Viohl zudem eine Ausbildung und ein Studium im Fachbereich Werbung und Kommunikation, welches er im Mai 2009 abschloss.
Shiml nahm 2006 an den Hip-Hop-Battles für die DVD-Produktion Feuer über Deutschland teil. Laut eigener Aussage hatte er den notierten und dafür vorgesehenen Text vergessen, sodass er gegen Pillath improvisieren musste. Sein Auftritt wurde als misslungen gewertet. Am 6. Juli 2007 erschien Chronik 1, der Labelsampler von Selfmade Records, auf dem Shiml, Favorite, Slick One und Kollegah im Mittelpunkt stehen. Shiml war bei der Entstehung des Albums an sechs Titeln beteiligt. Zu dem Stück Weg nach oben, das von allen Künstlern des Labels gemeinsam aufgenommen worden war, dazu entstand das Musikvideo dessen Regie Ruben Pogany führte und dann auf den Musiksendern ausgestrahlt wurde. 2008 trat Shiml vor allem mit Gastbeiträgen auf Alben befreundeter Rapper in Erscheinung. So war er mit Faustkampf auf dem Album Anarcho des Rappers Favorite, Omuzlarimda Yük auf Rapstradamus von Turgay K und mit Briefwechsel auf Maximilian von MontanaMax vertreten.
Am 30. Januar 2009 erschien Shimls zweites Soloalbum unter dem Titel Im Alleingang über Selfmade Records. Zuvor war bereits ein Video zum Stück Kannst du ihn sehen entstanden, das auch auf dem Musiksender MTV ausgestrahlt wurde. Mit Im Alleingang stieg Shiml erstmals in die Charts ein. Das Album erreichte Platz 86 der deutschen Album-Charts. Am 17. April 2009 erschien mit Chronik 2 der zweite Sampler von Selfmade Records. Zuvor hatte bereits die gemeinsame Mittelfinger-Hoch!-Tournee von Kollegah, Casper, Shiml und Favorite am 8. April 2009 begonnen. Im Rahmen der Veröffentlichung von Chronik 2 schaffte es der Bremer erstmals auf das Cover des Hip-Hop-Magazins Backspin.
Shiml gab am 1. Oktober bekannt, dass er sich von Selfmade Records getrennt habe. Als Begründung gab der Bremer an, er müsse sich nach Abschluss seines Studiums beruflich neu orientieren. Deshalb sei es für ihn aktuell nicht möglich, sich „professionell der Musik zu widmen“. Trotzdem möchte er weiterhin Lieder aufnehmen. 2010 nahm Shiml gemeinsam mit MontanaMax das Album Generation Null auf. Trotz der Vertragsauflösung konnte für die Veröffentlichung das Label Selfmade Records gewonnen werden. Das Album erschien am 26. November 2010.
2018 erschien sein Album Agora bei Universal Music.
2019 war er mit dem Song „Mein Herz schlägt“ gemeinsam mit Montana Max und Joka auf dem 120 Jahre Werder Sampler und konnte vor allem mit dem Video Erfolg verzeichnen.
2020 veröffentlichte er gemeinsam mit Moe Zech und DJ Cold Cut den Song „Immer So“ (Alktagsgeschichten) der von den Fans als bester Shiml Song seit über 10 Jahren gefeiert wurde.

## Musikalischer Stil
Shimls Lieder sind stilistisch unterschiedlich ausgerichtet. Ein Großteil der Stücke zeichnet sich durch Melancholie aus. Die Texte der Titel sind dabei häufig persönlich und werden durch die Probleme und das alltägliche Leben der Person Jan Viohl beeinflusst. Shiml, der die Musik seiner Lieder auch selbst produziert, unterlegt seine Texte mit melancholischen Melodien, die eine düstere bis traurige Atmosphäre erzeugen. Trotz des Einflusses des Lebens von Viohl auf die Musik, gibt der Rapper an, dass sich nicht alle Facetten seines Charakters in den Stücken widerspiegeln: „Ich glaube nicht, dass man sagen kann, dass man meine ganze Persönlichkeit in meiner Musik wiedererkennt. Vielmehr verpacke ich bestimmte Emotionen in der Musik, mag es aber auch Leute zu unterhalten.“
Ein weiterer von Shiml verwendeter Stil ist der Battle-Rap, bei dem sich der vortragende Künstler als besonders positiv und anderen überlegen darstellt und fiktive Gegner angreift. Für die Texte dieser Titel nutzt der Rapper häufig Metaphern und Gleichnisse. Bei der Vortragsweise verwendet Shiml die Technik des „Doubletimes“, die sich durch eine hohe Geschwindigkeit auszeichnet.

## Diskografie
Alben

| Jahr | Titel Musiklabel                  | Höchstplatzierung, Gesamtwochen, AuszeichnungChartplatzierungen (Jahr, Titel, Musiklabel, Platzierungen, Wochen, Auszeichnungen, Anmerkungen, Cover) | Höchstplatzierung, Gesamtwochen, AuszeichnungChartplatzierungen (Jahr, Titel, Musiklabel, Platzierungen, Wochen, Auszeichnungen, Anmerkungen, Cover) | Höchstplatzierung, Gesamtwochen, AuszeichnungChartplatzierungen (Jahr, Titel, Musiklabel, Platzierungen, Wochen, Auszeichnungen, Anmerkungen, Cover) | Anmerkungen                                                 | Cover |
| Jahr | Titel Musiklabel                  | DE | AT | CH | Anmerkungen                                                 | Cover |
| ---- | --------------------------------- | --- | --- | --- | ----------------------------------------------------------- | ----- |
| 2005 | Nach uns der Rest                 | — | — | — | Erstveröffentlichung: 2005 Kostenloses Album mit MontanaMax |       |
| 2006 | Hinterm Horizont Selfmade Records | — | — | — | Erstveröffentlichung: 2006                                  |       |
| 2009 | Im Alleingang Selfmade Records    | DE86 (1 Wo.)DE | — | — | Erstveröffentlichung: 2009                                  |       |
| 2010 | Generation Null Selfmade Records  | — | — | — | Erstveröffentlichung: 2010 mit MontanaMax                   |       |
| 2018 | Agora Urban (Universal Music)     | DE54 (1 Wo.)DE | — | — | Erstveröffentlichung: 2018                                  |       |

Weitere Alben
- 2001: TBO – Gönn dir anhörn
- 2002: Da leckst Du Dir die Finger nach (Unveröffentlicht)
- 2003: Totgesagte leben länger
- 2004: Im Mittelpunkt der Erde (Kostenloser Download)
- 2005: DJ Timop presents the best of TBO (2002–2005)

Sonstige
- 2006: Bis ans Limit / Meine Geschichte (Video)
- 2007: Weg nach oben (Video mit Favorite, Slick One und Kollegah)
- 2007: Chronik 1 (Sampler mit Favorite, Kollegah und Slick One)
- 2007: Amoklauf (Freetrack)
- 2008: 3.000 Watt (Exklusiver Titel)
- 2008: Kannst du ihn sehen (Video)
- 2009: Menschenfeind (Freetrack)
- 2009: Chronik 2 (Sampler mit Casper, Kollegah und Favorite)
- 2010: Schwarz (Freetrack mit MontanaMax)
- 2015: Silber (Track auf Chronik 3 mit MontanaMax)
- 2018: Planet der Atzen und Bierfahnen auf Halbmast (Zwei Tracks auf dem Moe Zech Album: Frikadellenbuffet im Swingerclub)
- 2019: Mein Herz schlägt (feat. MontanaMax & JokA) Sampler: 120 Jahre LAUTER WERDER
- 2020: Immer So (Alktagsgeschichten) mit Moe Zech & DJ Cold Cut (Video)
- 2023: Plutonium (Track auf T.O.N.I. Style EP mit Kollegah)